# مهدی حاجتی
مهدی حاجتی (۱۳۵۸ در نورآباد ممسنی) کنشگر سیاسی است. او عضو شورای پنجم اسلامی شهر شیراز و رئیس کمیسیون حقوق شهروندی و نایب رئیس کمیسیون برنامه، بودجه، امور حقوقی و املاک شورای اسلامی شهر شیراز بود.

## بازداشت و دادگاه
مهدی حاجتی در فعالیت‌های خود بیشتر بر مبارزه با فساد و تقویت حقوق شهروندی متمرکز بود. در مهر ۱۳۹۷ خبرگزاری‌ها اعلام کردند او به دلیل حمایت از بهائیان بازداشت و پس از آن با قرار وثیقه موقتاً از زندان آزاد شده‌است. بازداشت حاجتی باعث ایجاد اعتراضاتی در داخل و خارج ایران شد. او که متأهل و دارای دو فرزند است، در تاریخ ۱۲ خرداد ۱۳۹۸ برای اجرای حکم دادگاه انقلاب زندانی شد.
حاجتی هشت ماه بعد در ۳ بهمن ۱۳۹۸ و پس از پذیرش درخواست اعاده دادرسی توسط مرجع قضایی، از زندان عادل‌آباد شیراز آزاد شد. او در ۱۸ آبان ۱۴۰۰ با انتشار تصویر احضاریه دادگاه انقلاب برای گذراندن باقی‌ماندهٔ دوران محکومیتش، در توییتر خبر داد که از ایران خارج شده‌است.

## فعالیت‌ها

### نامه اصلاح‌طلبان جوان به محمد خاتمی
در خرداد ۱۳۹۷ حاجتی به همراه صد تن دیگر از جوانان اصلاح‌طلب در نامه‌ای به محمد خاتمی خواستار تغییر ترکیب شورای سیاستگذاری اصلاح‌طلبان و تشکیل نهاد ملی اصلاحات شدند. آن‌ها در این نامه هشدار دادند در صورت بی‌توجهی به این توصیه بیم آن می‌رود که حتی نام و اعتبار خاتمی در انتخابات آینده برای جذب آرای مردم مؤثر نیافتد. به عقیدهٔ امضاکنندگان این نامه فشارها به جریان اصلاحات و برخی ناکارآمدی‌های درونی این جریان باعث شدند که در میان بخش‌هایی از مردم این تصور ایجاد شود که اصلاحات دیگر توان ایجاد تغییر در زیست اجتماعی ایشان را نداشته و باید در جستجوی راه‌های دیگری برای تغییر بود. در مرداد ۱۳۹۷ حاجتی در نامه‌ای سرگشاده خطاب به جوانان اصلاح‌طلب، آنها را موتور محرکه تحولات آینده خواند و خواستار ساماندهی مجدد و ایجاد وحدت نظری و عملی در میان اصلاح‌طلبان شد.

### حمایت از بهائیان
۵ مهر ۱۳۹۷ مهدی حاجتی به اتهام حمایت از بهاییان به‌خاطر انتشار توییت حمایتی از بهائیان بازداشت شد. او از سوی شعبه ۱ دادگاه انقلاب شیراز به ریاست قاضی محمود ساداتی به اتهام فعالیت تبلیغی علیه نظام مقدس جمهوری اسلامی به یک سال زندان و ۲ سال تبعید به بیرجند محکوم شد. مهدی حاجتی در توییتی از تلاش برای آزادی دو دوست بهایی نوشته‌بود.

### کنفرانس ایران بهمن ۱۴۰۰
در ۲۱ بهمن ۱۴۰۰ اتحادیهٔ ملی برای دموکراسی در ایران کنفرانس ایران را برگزار کرد که مهدی حاجتی یکی از سخنرانان آن بود.

### شکایت از ابراهیم رئیسی و درخواست غرامت
در شهریور ۱۴۰۱ حمید بابایی، کایلی مور گیلبرت، و مهدی حاجتی در یک دادخواست ۳ نفره از ابراهیم رئیسی به دلیل نقش او به عنوان رئیس قوه قضائیه در به زندان افتادن و شکنجه آنها به دادگاه ناحیه‌ای ایالات متحده آمریکا برای ناحیه جنوبی نیویورک شکایت کرده و از اموال بلوکه شده ایران در آمریکا درخواست غرامت کردند. این شکایت بر پایه قانون قربانیان شکنجه تنظیم شد.

### دستگیری برادر
در ۲۵ آبان ۱۴۰۱ از دستگیری برادر خود خبر داد. او دلیل این کار را فشار جمهوری اسلامی بر خود به دنبال خیزش ۱۴۰۱ ایران مطرح کرد.